# Ларго Парадизо (Фрозиноне)
Ларго Парадизо је насеље у Италији у округу Фрозиноне, региону Лацио.
Према процени из 2011. у насељу је живело 12 становника. Насеље се налази на надморској висини од 405 м.